# اکوی، اینحصار
اکوی، اینحصار (به لاتین: Akköy, İnhisar) یک منطقهٔ مسکونی در ترکیه است که در استان بیله‌جک واقع شده‌است.

## خصوصیات
اکوی ۱۴۷ نفر جمعیت دارد.